# Carex enervis
Carex enervis är en halvgräsart som beskrevs av Carl Anton von Meyer. Carex enervis ingår i släktet starrar, och familjen halvgräs.

## Underarter
Arten delas in i följande underarter:
- C. e. chuanxibeiensis
- C. e. enervis

## Bildgalleri

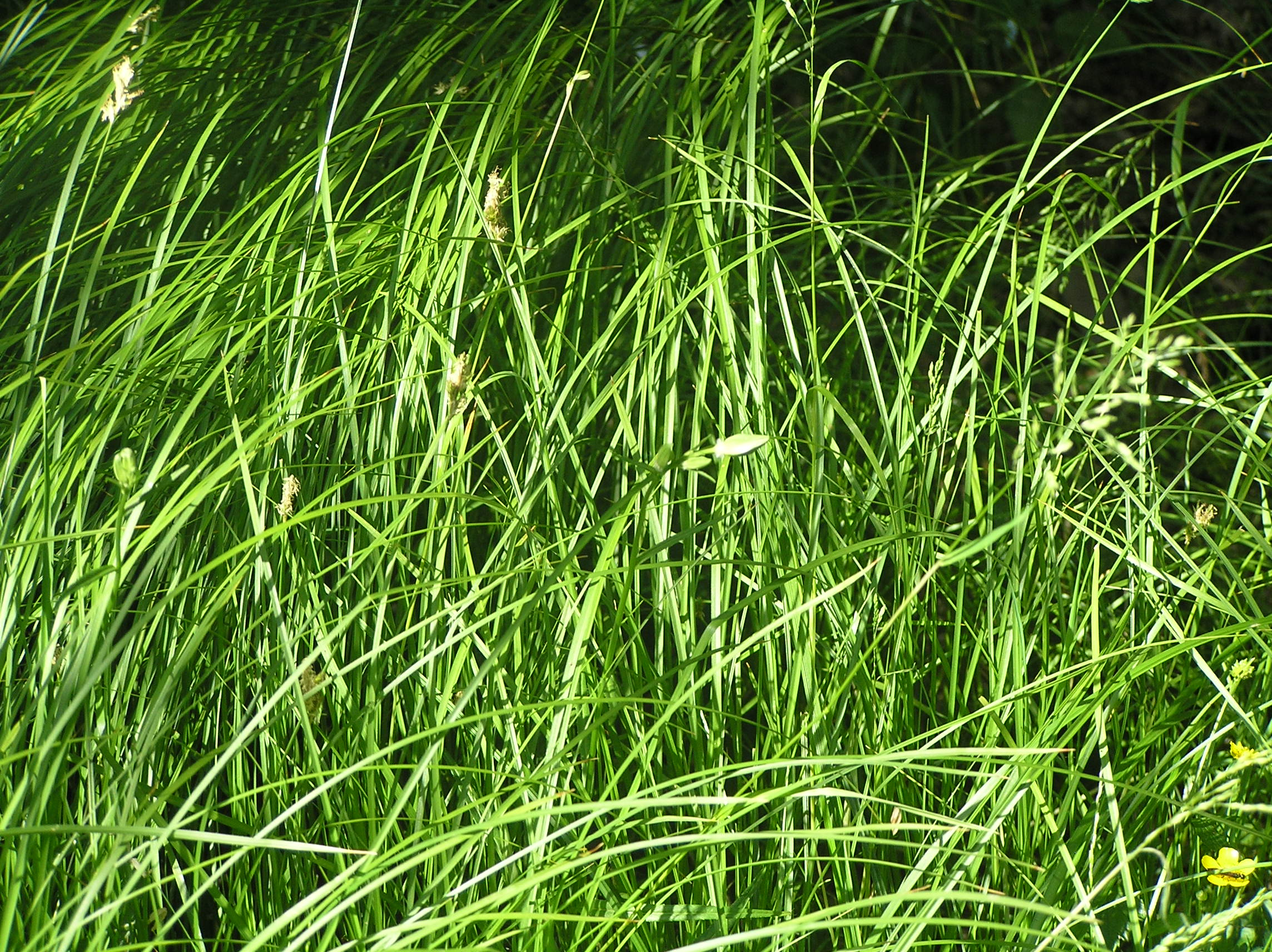
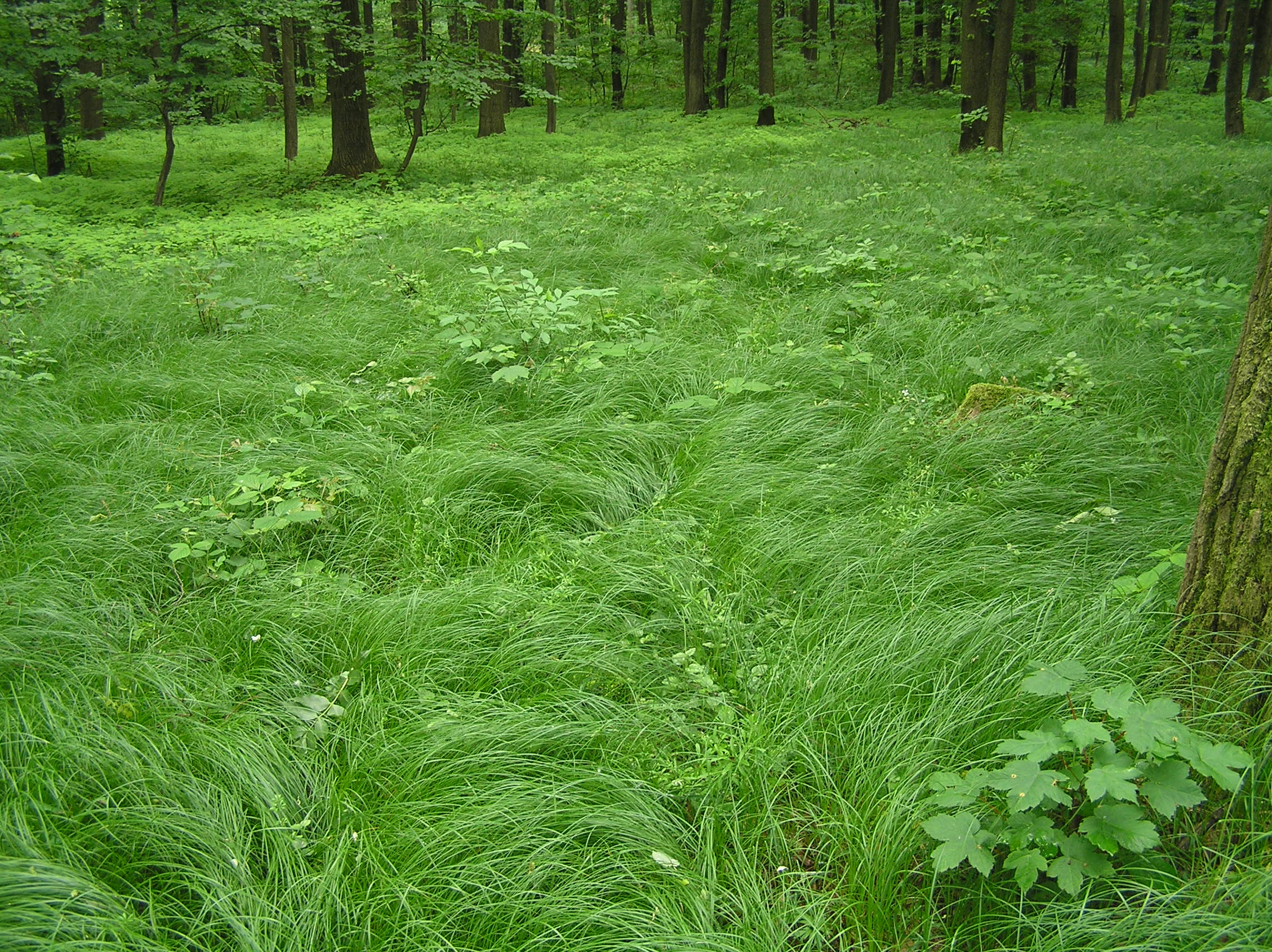
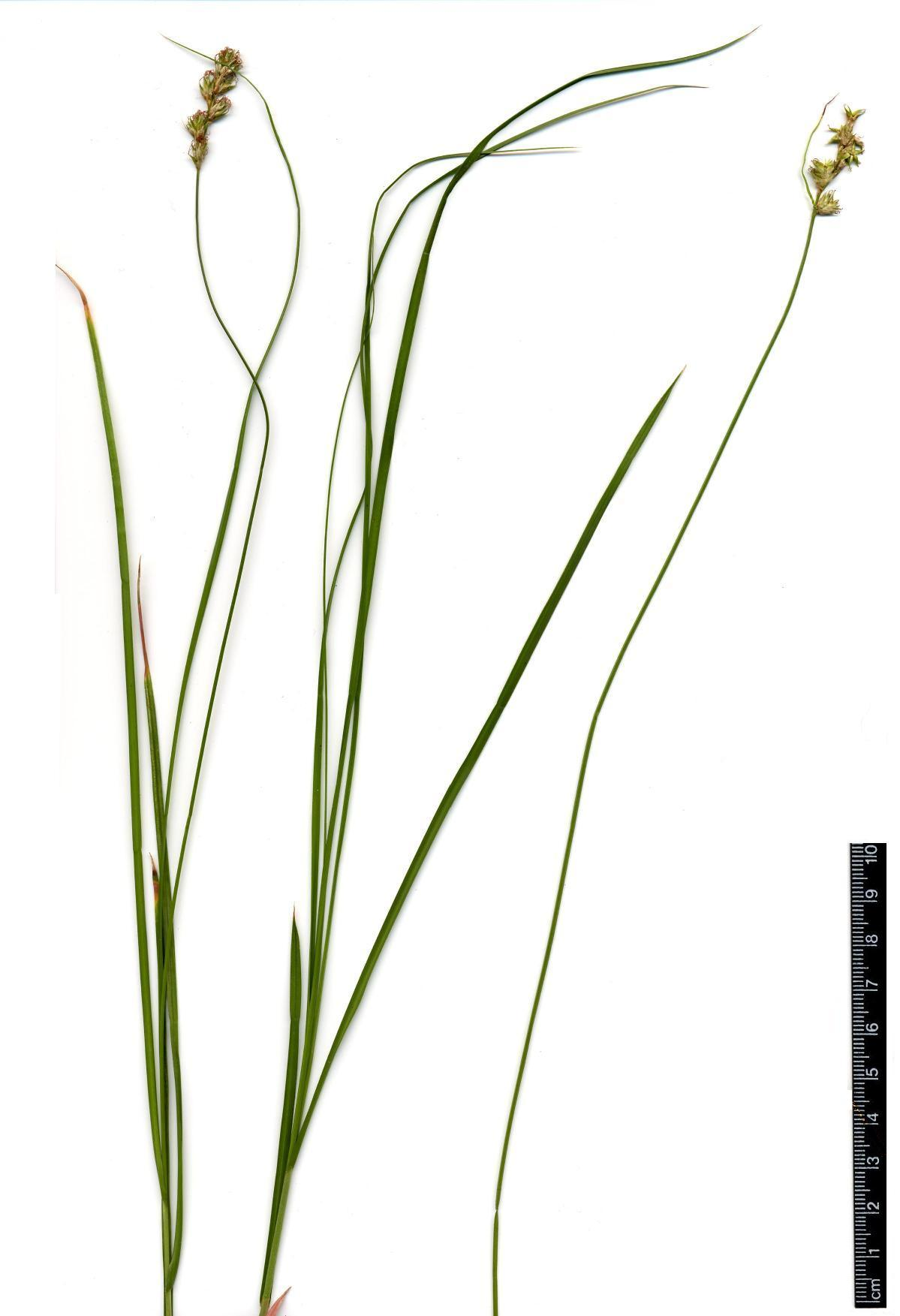
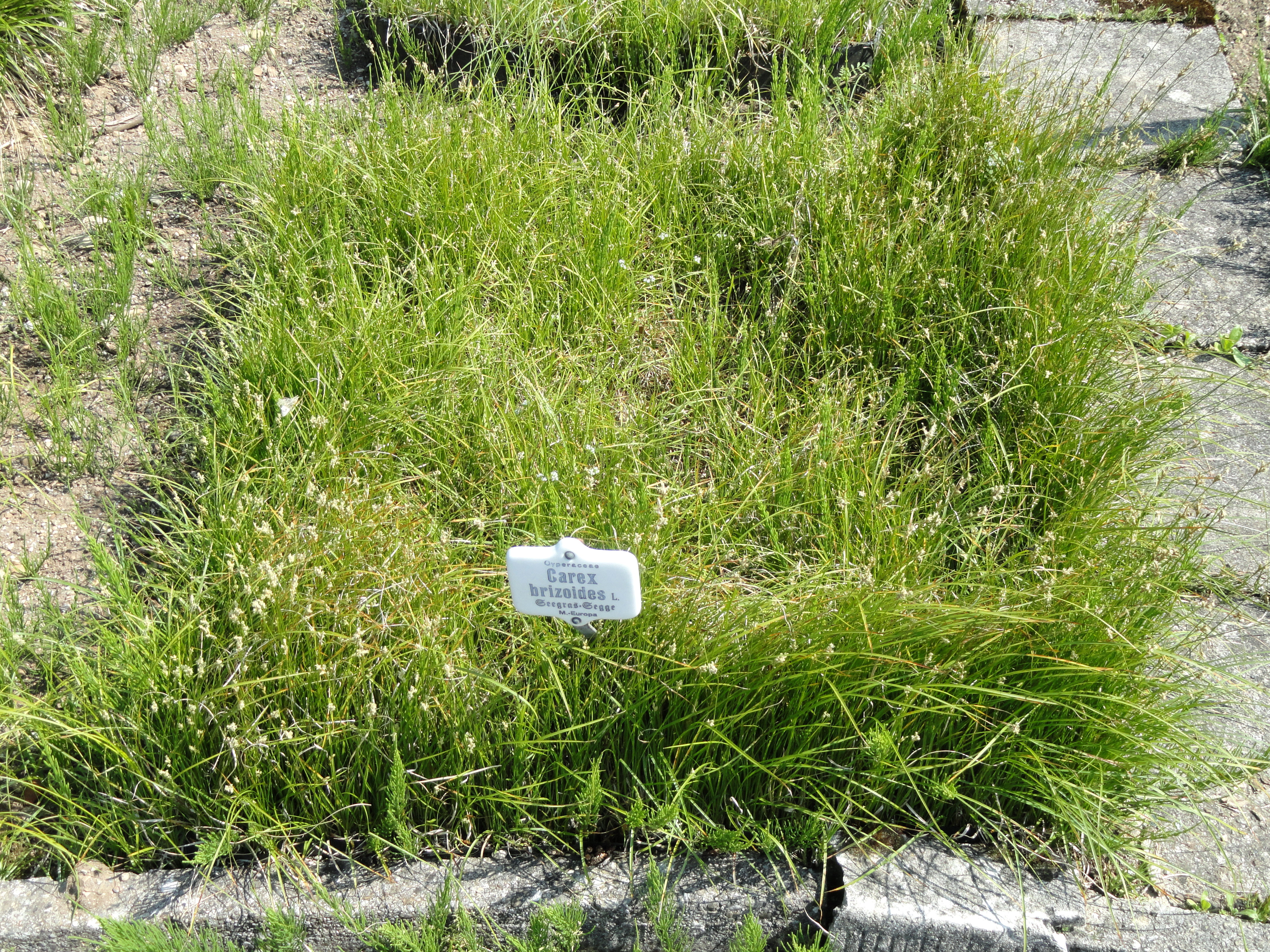